# Arnold Kohlschütter

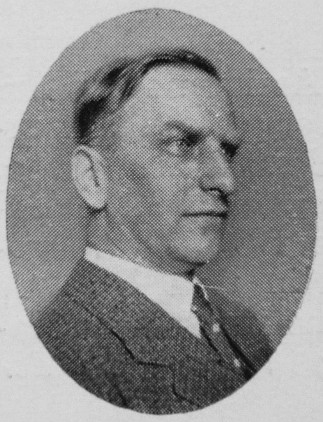
Arnold Kohlschütter

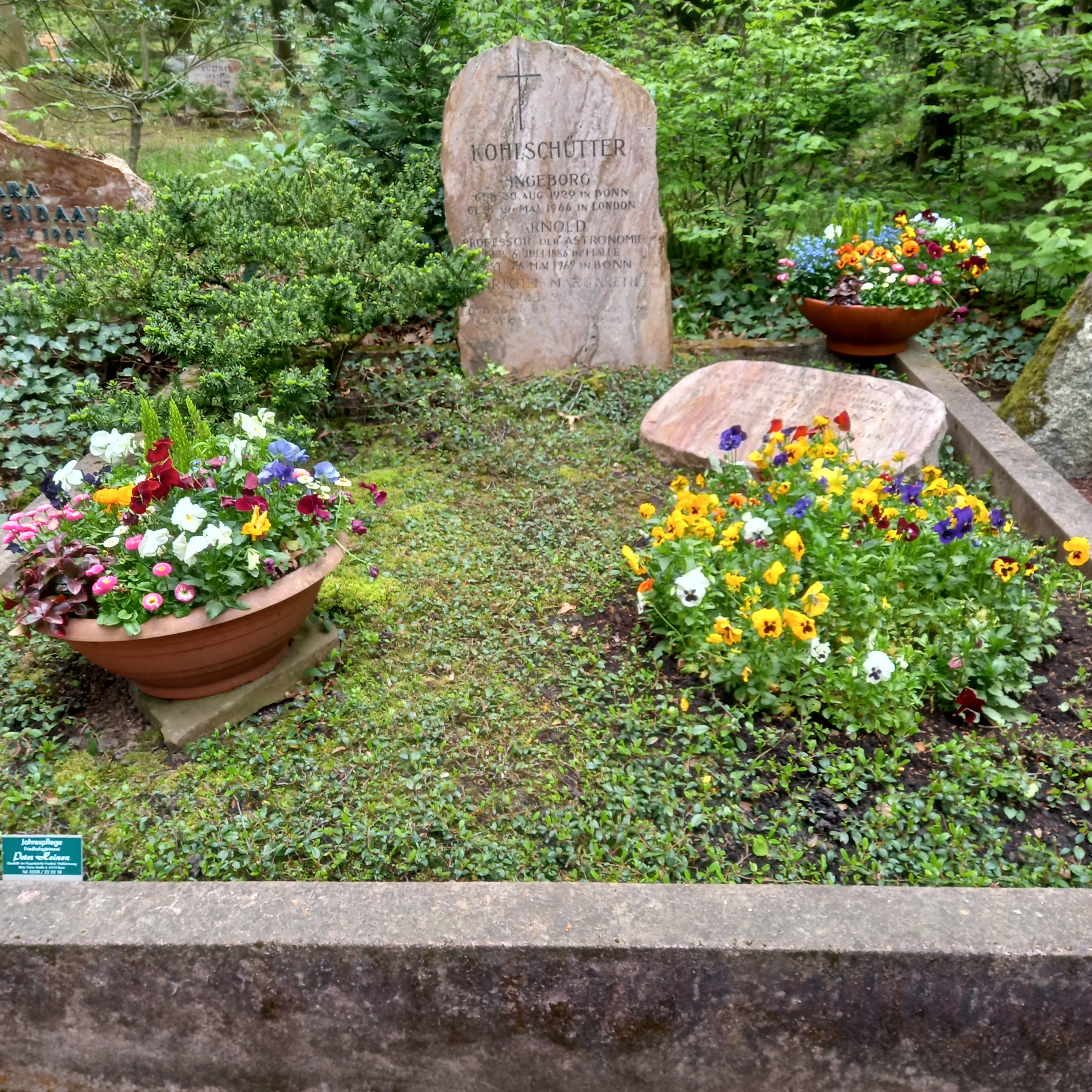
Das Grab von Arnold Kohlschütter auf dem Poppelsdorfer Friedhof in Bonn

Arnold Kohlschütter (* 6. Juli 1883 in Halle an der Saale; † 28. Mai 1969 in Bonn) war ein deutscher Astronom und Astrophysiker.
Kohlschütter war Sohn des Mediziners Ernst Kohlschütter und dessen Frau Helene Spielberg, Tochter des Juristen Wilhelm Spielberg. Er fand zusammen mit Walter Sydney Adams einen Zusammenhang der relativen Intensität bestimmter Spektrallinien mit der Leuchtkraft eines Sterns. Er begründete damit die Möglichkeit der spektroskopischen Entfernungsbestimmung von Sternen (spektroskopische Parallaxe).
Kohlschütter hörte als Student Vorlesungen von Karl Schwarzschild in Göttingen und wurde dort 1908 promoviert. Ab 1906 war er dort auch Assistent. Im Jahre 1908 ging er nach Kiel und 1909 nach Bergedorf bei Hamburg. Von 1911 bis 1914 war Kohlschütter Astronom am Mt. Wilson Observatory und ab dem Jahre 1918 Assistent am
Astrophysikalischen Observatorium Potsdam. Ab dem Jahre 1919 war er dort Observator und ab 1923 Hauptobservator. Seit 1920 hatte er die Position eines Privatdozenten an der Universität Berlin inne. Im Jahre 1925 wurde er Professor an der Universität und Direktor der Sternwarte Bonn (sein Vorgänger war Karl Friedrich Küstner). Dort widmete er sich den astrometrischen Projekten wie zum Beispiel dem Bonner Teil des AGK2. Im Jahr 1939 wurde er zum Mitglied der Leopoldina gewählt.
Der Mondkrater Kohlschütter ist nach ihm benannt.